# ROH World Television Championship
El ROH World Television Championship (Campeonato Mundial de Televisión de ROH, en español) es un campeonato de lucha libre profesional creado y utilizado por la compañía estadounidense Ring of Honor (ROH). El campeonato se creó el 20 de enero de 2010. El campeón actual es Nick Wayne, quien se encuentra en su primer reinado.
Es el segundo campeonato en actividad de menor antigüedad dentro de la compañía, después del ROH World Six-Man Tag Team Championship y se presenta como un campeonato secundario. Los combates por el campeonato suelen ser regulares de los eventos televisivos (de ahí el nombre del campeonato), y también de los eventos pago por visión (PPV) de la empresa — incluido ROH Final Battle, el evento más importante de ROH.
A pesar de ser un campeonato secundario en la compañía, es uno de los más relevantes dentro del «circuito independiente», este campeonato es de reconocida importancia y varios de sus campeones han obtenido títulos en empresas mayores o en la misma compañía; Jay Lethal (ROH World Championship), Adam Cole (ROH World Championship), Christopher Daniels (ROH World Championship), Eddie Edwards (TNA World Heavyweight Championship) y El Generico (NXT Championship).

## Historia

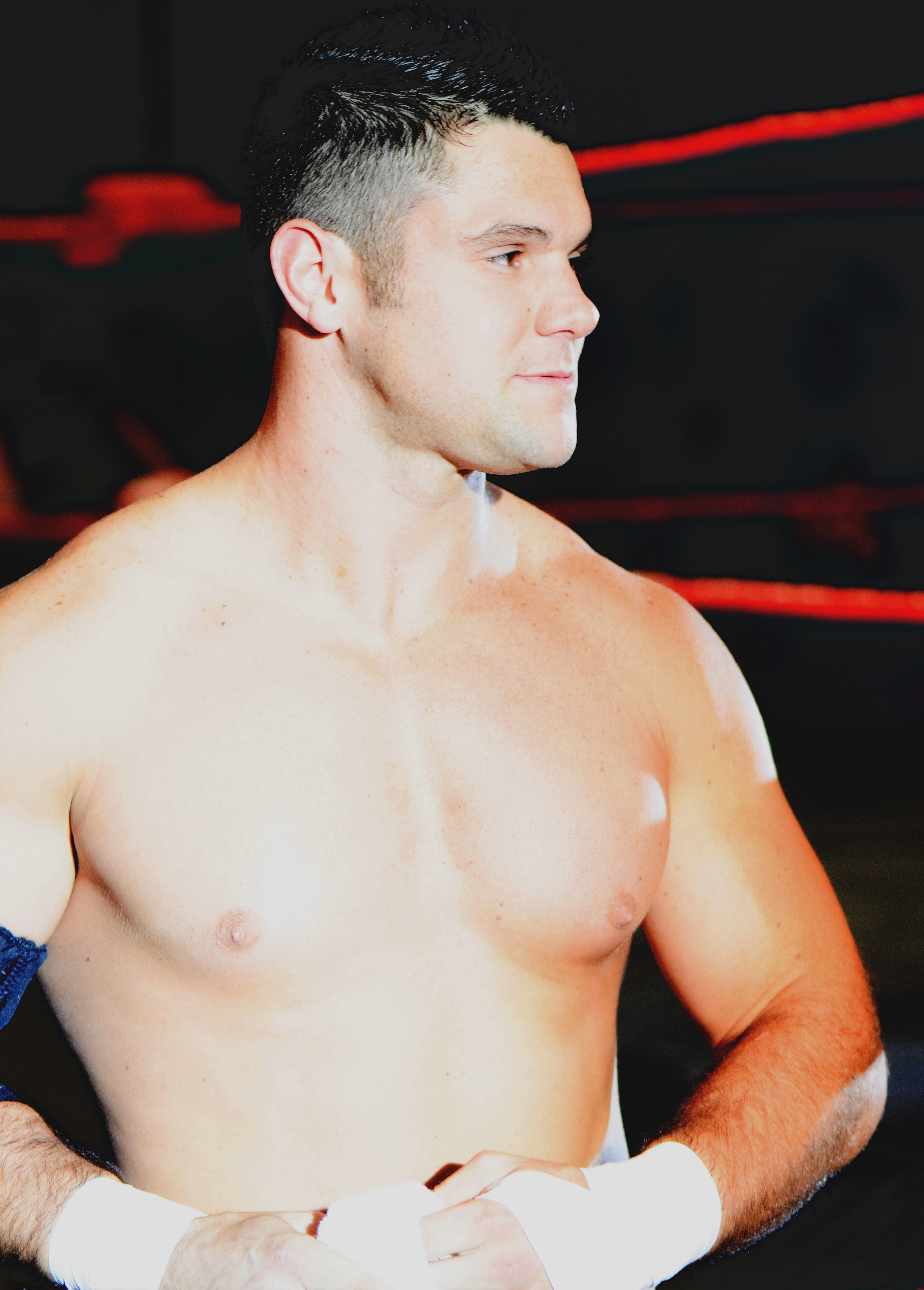
El campeón inaugural Eddie Edwards.

El ROH World Television Championship fue creado a raíz de la aparición de ROH en la televisión nacional. El 20 de enero en la web de ROH se anunció la creación de un nuevo título para la compañía. Para coronar al primer campeón, se hizo un torneo de 8 luchadores. El torneo empezó el 5 de febrero y concluyó el 6 de febrero de 2010 en The Arena en Filadelfia, Pensilvania durante las grabaciones del programa de ROH Ring of Honor Wrestling. Debido a esta incorporación, el presidente de ROH Cary Silkin dijo, "We’ve been talking about adding a secondary championship for some time. Not only will this give the athletes of Ring of Honor another tremendous goal to work towards, it will also give our great partner, HDNet, a championship that is sure to be defended on the television program. We’re happy to publicly give thanks to HDNet for giving us the chance to add this title to the television show...".(Hemos estado hablando durante algún tiempo de añadir un campeonato secundario. No sólo le dará la oportunidad a los atletas de ROH otra tremenda meta que alcanzar, sino que también le dará a nuestro gran socio, HDNet, un campeonato que verdaderamente será defendido en el programa de televisión. Felizmente damos las gracias públicamente a HDNet por darnos la oportunidad de añadir este título al programa televisivo.)
Después del anuncio, el columnista de lucha libre James Caldwell comentó que: "I like the idea. It gives mid-card wrestlers on ROH's roster something to fight for in the context of trying to win a wrestling match to "move up the company ladder." ("Me gusta la idea. Eso le dará a los luchadores del mid-card del plantel de ROH algo por lo que luchar en el contexto de intentar ganar un combate de lucha libre profesional para "subir un peldaño en la escalera de la compañía"). Caldwell remarcó que "ROH bringing back the TV Title to national TV is consistent with ROH's current marketing under Jim Cornette to "re-capture an old-school flavor" to their product". ("Traer de vuelta un título televisivo a televisión nacional es coherente con la actual estrategia de ROH de Jim Cornette de "re-conquistar el gusto de la vieja escuela").
Después de que Ring of Honor Wrestling fuera cancelado en marzo de 2011, el título pasó a estar inactivo. Sin embargo, el entonces campeón Christopher Daniels siguió llevándolo consigo, aunque no lo defendía, acorde a su personaje 'heel. Con la venta de ROH al Sinclair Broadcast Group y la vuelta de un nuevo programa semanal, ROH reactivó el título, defendiéndolo en junio en Best in The World.

### Torneo
El 22 de enero se dio a conocer a cuatro luchadores con sus números: Rhett Titus (8), El Generico (7), Eddie Edwards (6) y Delirious (5). Los otros cuatro fueron anunciados el 26 de enero de 2010: Kevin Steen (1), Kenny King (2), Colt Cabana (3), and Davey Richards (4).
El torneo se desarrolló de la siguiente forma
|  | Primera ronda             | Primera ronda             | Primera ronda             |  |  | Segunda ronda             | Segunda ronda             | Segunda ronda             |  |  | Final                     | Final                     | Final                     |  |
|  | (Ring of Honor Wrestling) | (Ring of Honor Wrestling) | (Ring of Honor Wrestling) |  |  | (Ring of Honor Wrestling) | (Ring of Honor Wrestling) | (Ring of Honor Wrestling) |  |  | (Ring of Honor Wrestling) | (Ring of Honor Wrestling) | (Ring of Honor Wrestling) |  |
|  |                           |                           |                           |  |  |                           |                           |                           |  |  |                           |                           |                           |  |
|  |                           |                           |                           |  |  |                           |                           |                           |  |  |                           |                           |                           |  |
|  | Kevin Steen               |                           |                           |  |  |                           |                           |                           |  |  |                           |                           |                           |  |
|  |                           |                           |                           |  |  |                           |                           |                           |  |  |                           |                           |                           |  |
|  | Rhett Titus               |                           |                           |  |  |                           |                           |                           |  |  |                           |                           |                           |  |
|  |                           | Kevin Steen               |                           |  |  |                           |                           |                           |  |  |                           |                           |                           |  |
|  |                           |                           |                           |  |  |                           |                           |                           |  |  |                           |                           |                           |  |
|  |                           |                           | Eddie Edwaerds            |  |  |                           |                           |                           |  |  |                           |                           |                           |  |
|  | Colt Cabana               |                           |                           |  |  |                           |                           |                           |  |  |                           |                           |                           |  |
|  |                           |                           |                           |  |  |                           |                           |                           |  |  |                           |                           |                           |  |
|  | Eddie Edwards             |                           |                           |  |  |                           |                           |                           |  |  |                           |                           |                           |  |
|  |                           |                           |                           |  |  |                           | Eddie Edwards             |                           |  |  |                           |                           |                           |  |
|  |                           |                           |                           |  |  |                           |                           |                           |  |  |                           |                           |                           |  |
|  |                           |                           | Davey Richards            |  |  |                           |                           |                           |  |  |                           |                           |                           |  |
|  | Delirious                 |                           |                           |  |  |                           |                           |                           |  |  |                           |                           |                           |  |
|  |                           |                           |                           |  |  |                           |                           |                           |  |  |                           |                           |                           |  |
|  | Davey Richards            |                           |                           |  |  |                           |                           |                           |  |  |                           |                           |                           |  |
|  |                           | Davey Richards            |                           |  |  |                           |                           |                           |  |  |                           |                           |                           |  |
|  |                           |                           |                           |  |  |                           |                           |                           |  |  |                           |                           |                           |  |
|  |                           |                           | Kenny King                |  |  |                           |                           |                           |  |  |                           |                           |                           |  |
|  | El Generico               |                           |                           |  |  |                           |                           |                           |  |  |                           |                           |                           |  |
|  |                           |                           |                           |  |  |                           |                           |                           |  |  |                           |                           |                           |  |
|  | Kenny King                |                           |                           |  |  |                           |                           |                           |  |  |                           |                           |                           |  |
|  |                           |                           |                           |  |  |                           |                           |                           |  |  |                           |                           |                           |  |
|  |                           |                           |                           |  |  |                           |                           |                           |  |  |                           |                           |                           |  |

## Campeones

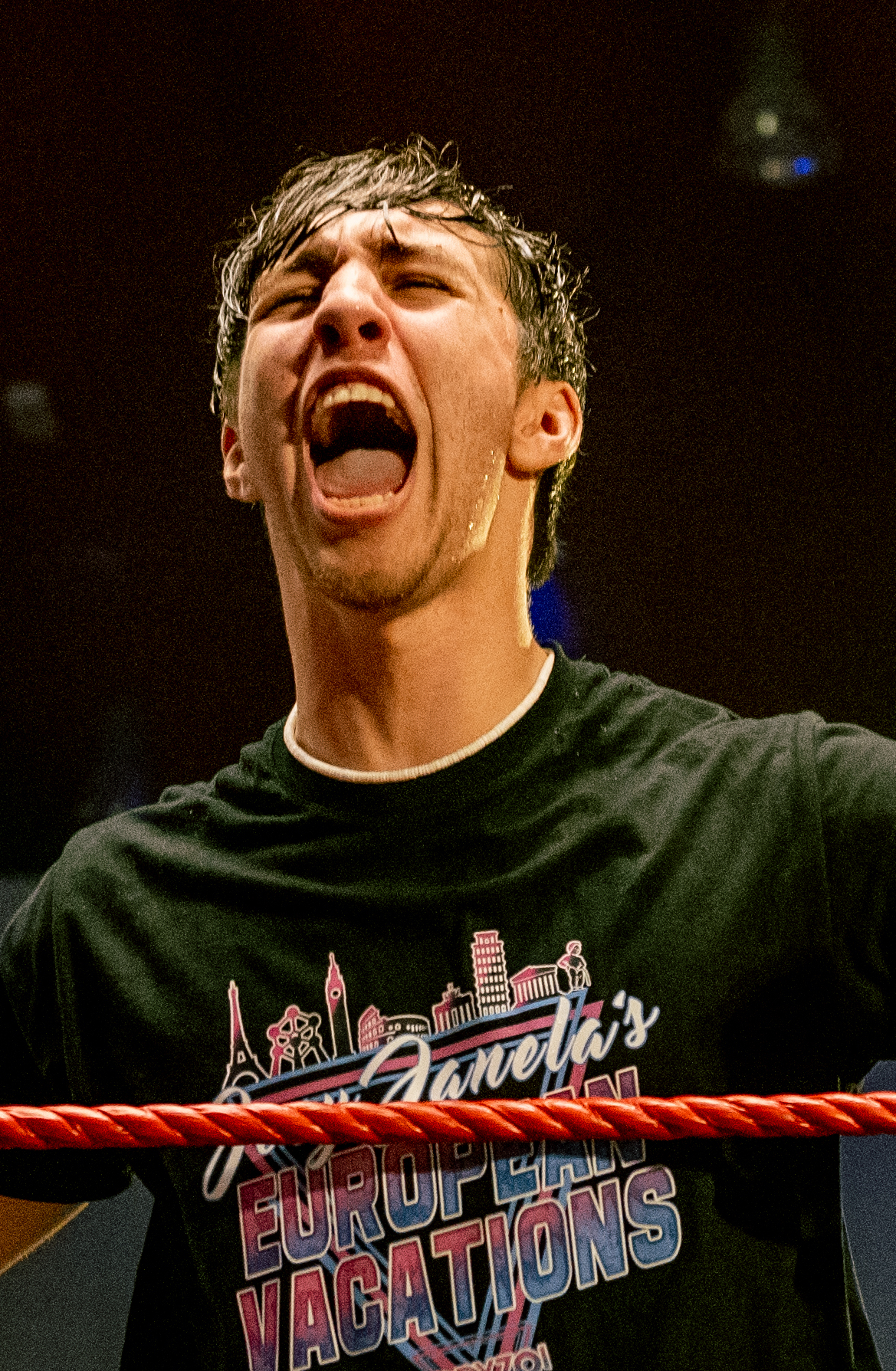
El actual campeón, Nick Wayne.

El Campeonato Mundial Televisivo de ROH es el campeonato segundario de la empresa, creado el 20 de enero de 2010. El campeón inaugural fue Eddie Edwards, quien derrotó a Davey Richards en la final del torneo, y desde entonces ha habido 30 distintos campeones oficiales, repartidos en 35 reinados en total. El Generico, Tomohiro Ishii, Will Ospreay, Marty Scurll, Kushida, Dragon Lee, Minoru Suzuki, Kyle Fletcher, Atlantis Jr. y Komander son los diez luchadores no estadounidenses que han ostentado el título.
El reinado más largo en la historia del título le pertenece a Samoa Joe, con 574 en su único reinado. Le sigue Jay Lethal con 567 días en su segundo reinado. Por otro lado, el reinado más corto en la historia lo posee Will Ospreay, con 2 días de duración a fines de 2016.
En cuanto a los días en total como campeón (un acumulado entre la suma de todos los días de los reinados individuales de cada luchador), Jay Lethal posee el primer lugar, con 798 días como campeón en sus 2 reinados. Le siguen Dragon Lee con 602 días en sus 2 reinados y Samoa Joe con 574 en su único reinado.
El campeón más joven en la historia es joven es Nick Wayne, quien a los 19 años derrotó a Komander. En contraparte, el campeón más viejo es Minoru Suzuki, quien a los 53 años derrotó a Rhett Titus. En cuanto al peso de los campeones, Shane Taylor es el más pesado con 160 kilogramos, mientras que Tony Deppen es el más liviano con 75 kilogramos.
Por último, Jay Lethal, Roderick Strong, Kenny King, Silas Young y Dragon Lee son los luchadores que más reinados posee con 2.

### Campeón actual
El campeón actual es Nick Wayne, quien se encuentra en su primer reinado. Wayne logró el título tras derrotar al excampeón Komander el 17 de abril de 2025 en Collision: Spring BreakThru.
Wayne registra hasta el 15 de agosto de 2025 las siguientes defensas televisadas:
1. vs. Jay Lethal (30 de abril de 2025, Dynamite)
2. vs. Rihno ( 7 de mayo de 2025, Dynamite)
3. vs. Sammy Guevara vs. AR Fox vs. Lee Johnson (4 de junio de 2025, Collision: Fyter Fest)
4. vs. Titán (11 de julio de 2025, Supercard of Honor)

### Lista de campeones
| N.º | Campeón             | Lucha                    | Lucha                       | Lucha                    | Estadísticas | Estadísticas | Notas y referencias |
| N.º | Campeón             | Fecha                    | Evento                      | Ubicación                | Reinado      | Días         | Notas y referencias |
| --- | ------------------- | ------------------------ | --------------------------- | ------------------------ | ------------ | ------------ | --- |
| 1   | Eddie Edwards       | 5 de marzo de 2010       | ROH Wrestling               | Filadelfia, Pensilvania  | 1            | 280          | Derrotó a Davey Richards en la final de un torneo. Emitido el 26 de abril.                                                          |
| 2   | Christopher Daniels | 10 de diciembre de 2010  | ROH Wrestling               | Louisville, Kentucky     | 1            | 198          | Emitido el 31 de enero de 2011. |
| 3   | El Generico         | 26 de junio de 2011      | Best in the World           | Nueva York, Nueva York   | 1            | 48           | [ 10 ] |
| 4   | Jay Lethal          | 13 de agosto de 2011     | ROH Wrestling               | Chicago Ridge, Illinois  | 1            | 231          | Emitido el 1 de octubre. |
| 5   | Roderick Strong     | 31 de marzo de 2012      | Showdown in the Sun         | Fort Lauderdale, Florida | 1            | 90           | [ 12 ] |
| 6   | Adam Cole           | 29 de junio de 2012      | ROH Wrestling               | Baltimore, Maryland      | 1            | 246          | Emitido el 28 de julio. |
| 7   | Matt Taven          | 2 de marzo de 2013       | ROH 11th Anniversary        | Chicago Ridge, Illinois  | 1            | 287          | [ 14 ] |
| 8   | Tommaso Ciampa      | 12 de diciembre de 2013  | Final Battle                | Nueva York, Nueva York   | 1            | 111          | [ 15 ] |
| 9   | Jay Lethal          | 4 de abril de 2014       | Supercard of Honor VIII     | Westwego, Luisiana       | 2            | 567          | Fue un 2-out-of-3 Falls Match. |
| 10  | Roderick Strong     | 23 de octubre de 2015    | Glory By Honor XIV          | Kalamazoo, Míchigan      | 2            | 119          | [ 17 ] |
| 11  | Tomohiro Ishii      | 19 de febrero de 2016    | Honor Rising: Japan         | Tokio, Japón             | 1            | 79           | [ 18 ] |
| 12  | Bobby Fish          | 8 de mayo de 2016        | Global Wars                 | Chicago Ridge, Illinois  | 1            | 194          | [ 19 ] |
| 13  | Will Ospreay        | 18 de noviembre de 2016  | Reach for the Sky Tour 2016 | Liverpool, Inglaterra    | 1            | 2            | Este es el reinado más corto en la historia del campeonato.                                                                         |
| 14  | Marty Scurll        | 20 de noviembre de 2016  | Reach for the Sky Tour 2016 | Londres, Inglaterra      | 1            | 175          | [ 21 ] |
| 15  | KUSHIDA             | 14 de mayo de 2017       | War of the Worlds           | Filadelfia, Pensilvania  | 1            | 131          | [ 22 ] |
| 16  | Kenny King          | 22 de septiembre de 2017 | Death Before Dishonor XV    | Las Vegas, Nevada        | 1            | 84           | [ 23 ] |
| 17  | Silas Young         | 15 de diciembre de 2017  | Final Battle                | Nueva York, Nueva York   | 1            | 57           | Derrotó a Kenny King, Punishment Martinez y Shane Taylor.                                                                           |
| 18  | Kenny King          | 10 de febrero de 2018    | ROH Wrestling               | Atlanta, Georgia         | 2            | 56           | Emitido el 25 de febrero. |
| 19  | Silas Young         | 7 de abril de 2018       | Supercard of Honor XII      | Nueva Orleans, Luisiana  | 2            | 70           | Fue un Last Man Standing Match. |
| 20  | Punishment Martinez | 16 de junio de 2018      | State of the Art            | Dallas, Texas            | 1            | 105          | [ 27 ] |
| 21  | Jeff Cobb           | 29 de septiembre de 2018 | ROH Wrestling               | Las Vegas, Nevada        | 1            | 222          | [ 28 ] |
| 22  | Shane Taylor        | 9 de mayo de 2019        | War of the Worlds           | Toronto, Ontario         | 1            | 218          | Derrotó a Jeff Cobb, Hirooki Goto y Brody King.                                                                                     |
| 23  | Dragon Lee          | 13 de diciembre de 2019  | Final Battle                | Baltimore, Maryland      | 1            | 469          | [ 30 ] |
| 24  | Tracy Williams      | 26 de marzo de 2021      | ROH 19th Anniversary Show   | Baltimore, Maryland      | 1            | 35           | Kenny King remplazó a Dragon Lee, quien se encontraba lesionado.                                                                    |
| 25  | Tony Deppen         | 30 de abril de 2021      | ROH Wrestling               | Baltimore, Maryland      | 1            | 72           | [ 32 ] |
| 26  | Dragon Lee          | 11 de julio de 2021      | Best in the World           | Baltimore, Maryland      | 2            | 133          | [ 33 ] |
| 27  | Dalton Castle       | 21 de noviembre de 2021  | ROH Wrestling               | Baltimore, Maryland      | 1            | 20           | [ 34 ] |
| 28  | Rhett Titus         | 11 de diciembre de 2021  | Final Battle                | Baltimore, Maryland      | 1            | 111          | Derrotó a Dalton Castle, Silas Young y Joe Hendry.                                                                                  |
| 29  | Minoru Suzuki       | 1 de abril de 2022       | Supercard of Honor XV       | Garland, Texas           | 1            | 12           | [ 36 ] |
| 30  | Samoa Joe           | 13 de abril de 2022      | Dynamite                    | New Orleans, Luisiana    | 1            | 574          | Fue la primera vez que se defendía el campeonato en un programa de AEW. Este es el reinado más largo en la historia del campeonato. |
| —   | Vacante             | 8 de noviembre de 2023   | Dynamite                    | Portland, Oregón         | —            | —            | Samoa Joe dejó el campeonato vacante para tener su oportunidad por el Campeonato Mundial de AEW.                                    |
| 31  | Kyle Fletcher       | 15 de diciembre de 2023  | Final Battle                | Garland, Texas           | 1            | 196          | Derrotó a Dalton Castle, Lee Moriarty, Lee Johnson, Komander y Bryan Keith por el campeonato vacante.                               |
| 32  | Atlantis Jr.        | 28 de junio de 2024      | CMLL Super Viernes          | Ciudad de México, México | 1            | 106          | |
| 33  | Brian Cage          | 12 de octubre de 2024    | WrestleDream                | Tacoma, Washington       | 1            | 69           | |
| 34  | Komander            | 20 de diciembre de 2024  | Final Battle                | Nueva York, Nueva York   | 1            | 118          | Derrotó a Brian Cage, Mark Davis, AR Fox, Willie Mack y Blake Christian.                                                            |
| 35  | Nick Wayne          | 17 de abril de 2025      | Collision: Spring BreakThru | Boston, Masachusets      | 1            | 120+         | [ 40 ] |

### Total de días con el título
La siguiente lista muestra el total de días que un luchador ha poseído el campeonato si se suman todos los reinados que posee. 
Actualizado a la fecha del 15 de agosto de 2025.

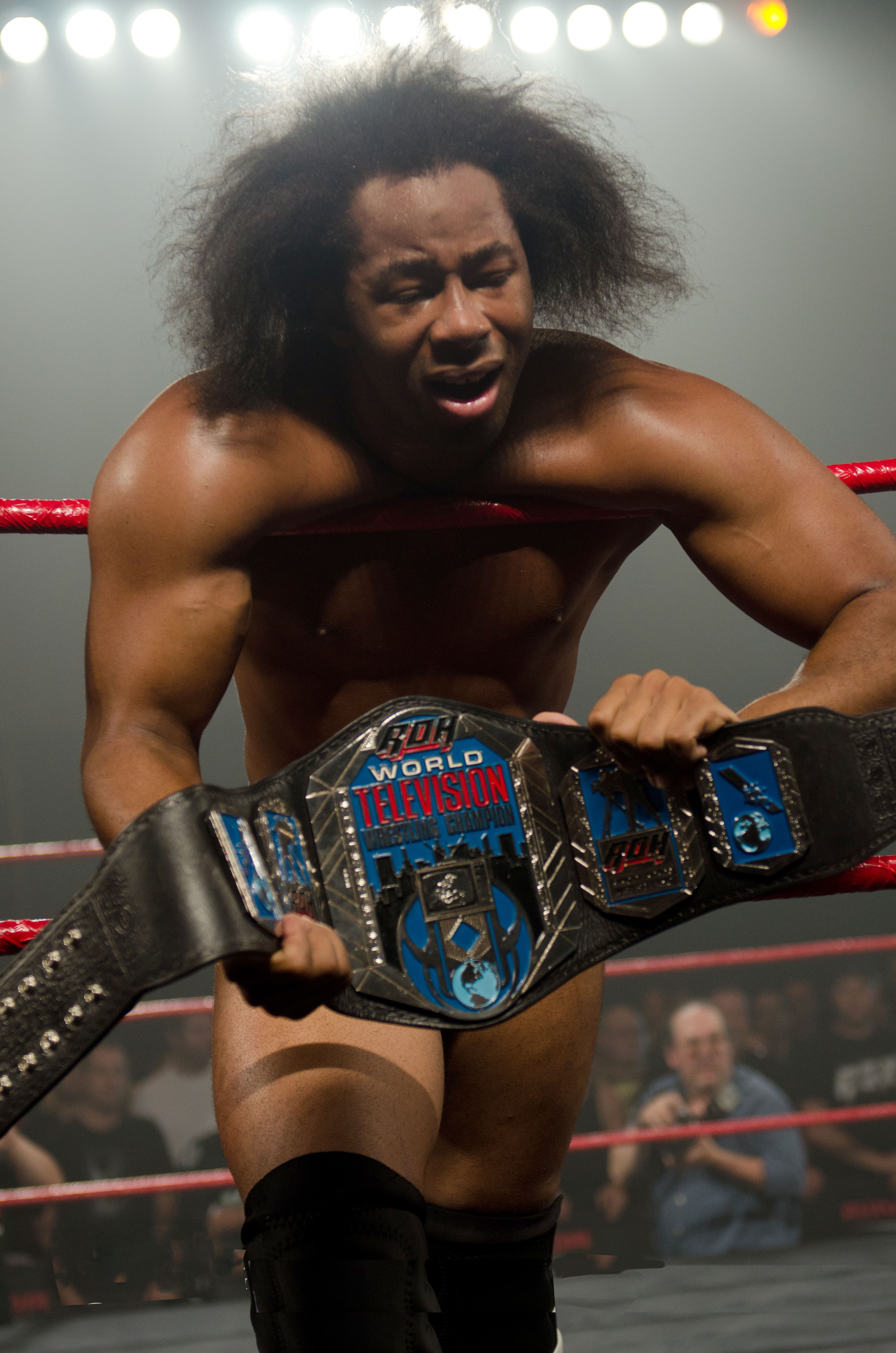
Jay Lethal es bicampeón y posee el récord de días acumulativos como campeón, con 798.

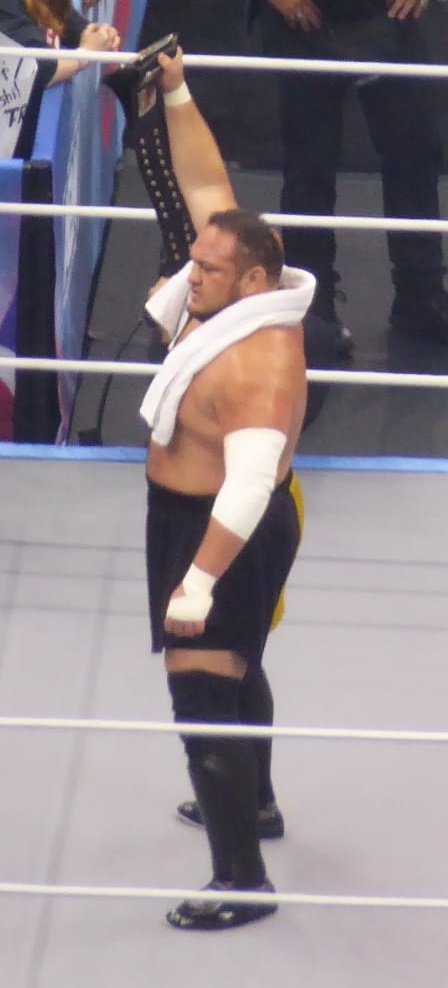
Samoa Joe posee el reinado más largo, con 574 días como campeón.

| + | Indica al campeón actual |

| N.º | Luchador            | Reinados | Total de días |
| --- | ------------------- | -------- | ------------- |
| 1   | Jay Lethal          | 2        | 798           |
| 2   | Dragon Lee          | 2        | 602           |
| 3   | Samoa Joe           | 1        | 574           |
| 4   | Matt Taven          | 1        | 287           |
| 5   | Eddie Edwards       | 1        | 280           |
| 6   | Adam Cole           | 1        | 246           |
| 7   | Jeff Cobb           | 1        | 222           |
| 8   | Shane Taylor        | 1        | 218           |
| 9   | Roderick Strong     | 2        | 209           |
| 10  | Christopher Daniels | 1        | 198           |
| 11  | Kyle Fletcher       | 1        | 196           |
| 12  | Bobby Fish          | 1        | 194           |
| 13  | Marty Scurll        | 1        | 175           |
| 14  | Kenny King          | 2        | 140           |
| 15  | KUSHIDA             | 1        | 131           |
| 16  | Silas Young         | 2        | 127           |
| 17  | Nick Wayne          | 1        | 120+          |
| 18  | Komander            | 1        | 118           |
| 19  | Tommaso Ciampa      | 1        | 111           |
| 19  | Rhett Titus         | 1        | 111           |
| 21  | Atlantis Jr.        | 1        | 106           |
| 22  | Punishment Martinez | 1        | 105           |
| 23  | Tomohiro Ishii      | 1        | 79            |
| 24  | Tony Deppen         | 1        | 72            |
| 25  | Brian Cage          | 1        | 69            |
| 26  | El Generico         | 1        | 48            |
| 27  | Tracy Williams      | 1        | 35            |
| 28  | Dalton Castle       | 1        | 20            |
| 29  | Minoru Suzuki       | 1        | 12            |
| 30  | Will Ospreay        | 1        | 2             |

### Mayor cantidad de reinados
| Reinados | Luchador (es)                                                    |
| -------- | ---------------------------------------------------------------- |
| 2 veces  | Jay Lethal, Roderick Strong, Kenny King, Silas Young, Dragon Lee |